# Paul Griffin (Radsportler)
Paul Griffin (* 12. Februar 1973 in Tralee) ist ein ehemaliger irischer Radrennfahrer.
Paul Griffin gewann 2001 eine Etappe bei der Tour de Hokkaidō und wurde Dritter in der Gesamtwertung. 2003 wurde er Erster der Gesamtwertung beim Ras Connachta. In der Saison 2004 gewann er den Lacey Cup und eine Etappe bei den Surrey League 5 Day und wechselte im Juni zum Giant Asia Racing Team. 2005 war er bei der Azerbaïjan Tour, der Tour of East Java und der Tour d’Indonesia jeweils auf einem Teilstück erfolgreich. Im folgenden Jahr war Griffin bei einigen Rennen erfolgreich. So gewann er die Eintagesrennen Lacey Cup, Des Hanlon Memorial und den Gene Moriarty Cup. Außerdem war er auf zwei Teilstücken der Surrey League 5 Day erfolgreich. In der Saison 2007 gewann er eine Etappe beim Ras Mumhan. 2008 gewann er eine Etappe der Tour of Ulster und 2011 siegte er auf einem Teilabschnitt des Ras Mumhan und beim Killorglin Credit Union Christmas Hamper.

## Erfolge
2001
- eine Etappe Tour de Hokkaidō

2005
- eine Etappe Azerbaïjan Tour
- eine Etappe Tour of East Java
- eine Etappe Tour d’Indonesia

## Teams
- 2004 Giant Asia Racing Team (ab 01.06.)
- 2005 Giant Asia Racing Team
- 2006 Giant Asia Racing Team
- 2007 Giant Asia Racing Team
- 2008 Giant Asia Racing Team
- 2009 Total Cleaning Supplies